# 塔维罗龙属
塔維羅龍屬是鳥臀目的一屬恐龍，生存於上白堊紀的歐洲。塔維羅龍是以化石發現地的葡萄牙塔維羅村（Taveiro）為名。在1991年，Miguel Telles Antunes與Denise Sigogneau-Russell發現這些化石，並且正式敘述、命名。
塔維羅龍最初根據牙齒而被歸類於厚頭龍下目，但最近的研究並沒有將塔維羅龍歸類於此一演化支。

## 外部連結
- 恐龍名稱及讀音
- 恐龍博物館──特狽路龍